# Pensenberg
Der Pensenberg oder Pensen ist ein Berg im südwestlichen Ausläufer des Fichtelgebirges (Nordostbayern). Er ist der höchste Punkt eines bewaldeten Bergrückens, der knapp drei Kilometer von Nordwest nach Südost verläuft.

## Name
Der Name des Pensen konnte bisher nicht überzeugend gedeutet werden. Sicher ist, dass der Name ursprünglich eine Waldung bezeichnete. Die Vermutung eines slawischen Ursprungs ließ sich letztlich nicht erhärten. Jüngere Forschungen deuten auf die mittelhochdeutschen Formen des Personennamens Benz(e) oder Penz(e) und den daraus abgeleiteten Flurnamen hin.
Der Volksmund erzählt, auf dem Pensen habe in einer Holzhütte eine Hexe gewohnt, die eine Wunderheilerin war. Sie habe dort mit zahlreichen, Furcht einflößenden Katzen (mundartlich: Katze = Penz) gelebt.

## Geografische Lage
Der Pensen liegt im oberfränkischen Landkreis Bayreuth zwischen dem Bayreuther Stadtteil Seulbitz und dem Markt Weidenberg. Durch das dortige Waldgebiet verlaufen die Kreisstraße BT 6 und die Grenze zwischen der Stadt Bayreuth und der Gemeinde Weidenberg.

## Bodendenkmale
Auf dem Bergrücken und an seinen Rändern befinden sich im Gelände verteilt über zehn Grabhügel aus vorgeschichtlicher Zeitstellung, die geschützte Bodendenkmale sind.